# Grigol Ouratadze
Grigol Ouratadze (géorgien : გრიგოლ ურატაძე), né en 1880 en Géorgie (Empire russe) et mort en 1959 en France, était un homme politique social-démocrate géorgien, diplomate et écrivain. Il se faisait appelé familièrement Gricha.

## Biographie

### Militant social-démocrate
Il s'engage dans le mouvement social-démocrate et milite dans la clandestinité pour les thèses menchéviques.  En avril 1903, il est arrêté par la police tsariste et enfermé à la prison impériale de Koutaïssi pour activité subversive.
En avril  1906, il participe au  4e  Congrès socialiste de Stockholm avec des délégués, menchéviques, bolchéviques, socialistes polonais et bundistes : l'une des résolutions est le renoncement officiel au terrorisme.
En septembre 1906, il participe à la conférence sociale-démocrate du Caucase qui se déroule pour partie à Tiflis et pour partie à Bakou.
À la suite du vol à main armée du 13 juin 1907, à Tiflis, qui conduit à une cinquantaine de morts, il fait état de l'exclusion du Parti social-démocrate de Joseph Djougachvili: ce dernier, Koba dans la clandestinité, se voit imputé la responsabilité des évènements  par les commissions d'enquête dirigées par Noé Jordania à Tiflis, Silibistro Djibladzé à Bakou et Gueorgui Tchitcherine à l'étranger.

### Cadre du Parti social-démocrate
En 1911, envoyé en France, il est chargé de rappeler à Lénine les résolutions du Congrès de Stockholm et l'exclusion de Koba du Parti social-démocrate. Lénine lui répond :...C'est exactement le genre d'homme dont j'ai besoin..., couvrant les actions terroristes de Joseph Djougachvili et signifiant que les Mencheviks (minoritaires dans la partie russe du mouvement social-démocrate, mais majoritaire dans la partie caucasienne) n'ont pas le pouvoir d'exclure un Bolchevik : les Bolcheviks s'étaient exclus d'eux-mêmes.
En 1912, il est membre de la délégation géorgienne du Parti social-démocrate à Vienne, où Trotsky tente de rallier plusieurs tendances du parti afin de constituer une alternative au parti unique prôné par Lénine.
En 1918, proche de la tendance animée par Noé Jordania, il participe à la proclamation de la République démocratique de Géorgie.

### Secrétaire d’État de la République démocratique de Géorgie
Nommé secrétaire d’État dans le 2e gouvernement de la jeune république, il est clandestinement envoyé de Tiflis à Moscou afin de négocier un traité de paix.
Il est arrêté à Rostov-sur-le-Don par le Conseil militaire révolutionnaire pour le Caucase : le Bolchevik Sergo Ordjonikidzé en informe Lénine et reçoit le 14 avril la réponse suivante :  «... Vous pouvez dire à M. Ouratadze en votre nom que le gouvernement ne voit aucune objection à sa venue à Moscou mais je suis pleinement d'accord avec vous qu'il n'y a aucune urgence à son départ de Rostov-sur-le-Don pour Moscou, en conséquence de quoi je compte sur vous pour fixer la date de son départ dans la plus grande discrétion.... ».
Arrivé à Moscou, il négocie avec Lev Karakhan, désigné par Lénine. La Russie soviétique est prête à reconnaître la République démocratique de Géorgie à condition qu’elle interdise le stationnement de toute armée étrangère sur son territoire. Le gouvernement géorgien se divise, le ministre des Affaires étrangères, Evguéni Guéguétchkori, s’y oppose, Noé Jordania rallie une majorité. En pleine négociation, le 3 mai 1920, les Bolcheviks géorgiens tentent un coup de main sur l'École militaire de Tiflis : son directeur, le général Guiorgui Kvinitadzé, et les élèves officiers repoussent les assaillants qui sont arrêtés et emprisonnés. Moscou affirme que ces derniers ont agi sans son accord et ajoute une deuxième clause, la légalisation d'un Parti communiste géorgien.
Grigol Ouratadze signe le traité de non-agression entre la Russie soviétique et la République démocratique de Géorgie  le 7 mai 1920.

### Invasion militaire et exil définitif
Après l’invasion du territoire géorgien par les armées de la Russie soviétique, en mars 1921, il part en exil avec la classe politique, à Constantinople d’abord et en France ensuite. Réfugié dans le domaine géorgien de Leuville-sur-Orge avec sa femme, Ariane (1895-1955) et sa fille, Médéa (1921-2014), il publie une série d’articles et de mémoires, en langues russe et géorgienne, afin d’alerter sur le sort réservé à son pays et sur les déviations idéologiques que constituent le léninisme et le stalinisme par rapport au marxisme.
Pour survivre, il assure la comptabilité relative au ramassage des cultures pratiquées par les réfugiés géorgiens, malossol en particulier.
Il meurt en 1959 et repose au carré géorgien du cimetière de Leuville-sur-Orge.

## Sources
- Grigol Uratadze : « La République démocratique de Géorgie », Munich, 1956
- A.O. Sarkissian : « The American Historical Review » (The Founding and Consolidation of Georgian Democratic Republic), 1958
- Grigol Uratadze : « Réminiscences de la social-démocratie géorgienne », université Stanford  (États-Unis), 1968, publié à titre posthume
- Alice Pate : « Grigorii Uratadze and Georgian Mensheviks » ), Colombus State University, 2006
- Colisée : « Ire République de Géorgie en exil en France » consulté le 16 novembre 2015
- Samchoblo : « Photographie de Rajden Arsénidzé aux obsèques de Nicolas Tchkhéidzé (1926), au Père Lachaise » consulté le 16 novembre 2015.